# 氧化钡
氧化钡（化学式：BaO）是钡的正常氧化物，为白色固体。它可由钡在氧气中燃烧，或钡盐热分解制得：
2Ba + O2 → 2BaO
BaCO3 → BaO + CO2
与水反应生成氢氧化钡：
BaO + H2O → Ba(OH)2

## 用途
氧化钡可用作热阴极及阴极射线管中的涂层以及生产特定种类的玻璃，如光学冕牌玻璃。以前曾用氧化铅于此用途，但由于氧化铅不仅提高了折射率，还提高了色散率，因此现已被只提高折射率的氧化钡取代。此外，氧化钡还可用作乙氧基化反应的催化剂，催化环氧乙烷与醇在150-200°C反应。

## 安全
氧化钡具刺激性，与皮肤、眼部接触或吸入会造成疼痛和红肿。吞食危险更大，会导致恶心、腹泻、肌肉麻痹和心律失常，严重时可能致死。
氧化钡同样对水生生物有害。